# Mušice šiškarice
Mušice šiškarice (Cecidomyiidae), velika porodica sitnih kukaca iz reda dvokrilaca (Diptera) koju čini ogroman broj rodova s preko 6 000 vrsta. U Hrvatskoj je najpoznatija bukvina šiškarica ili bukvina muha šiškarica (Mikiola fagi), koja na listovima bukve pravi oko 8 mm duge šiške, koje su isprva zelene boje, a kasnije pocrvene.
Uglavnom su štetnici na šumskim stablima, uz neke izuzetke (zoofagne vrste) koje su paraziti na biljnim ušima. Neke vrste su invazivne.

## Opis
Mušice šiškarice narastu najviše do 3 mm dužine, a mnoge vrste manje su od milimetra. Hrane se samo ličinke i to biljnim sokovima, dok odrasle jedinke kratko žive iuopće se ne hrane. Razmnožavaju se gamogenezom ili pedogenezom, a godišnje imaju nekoliko generacija.
Ove mušce mogu biti zoofagne, one koje se hrane lisnim ušima, sarkofagne, koje se hrane biljnom truleži i izmetinama drugih kukaca, i fitofagne, štetnicikoji napadaju listove biljaka.

## Rodovi
1. Acacidiplosis
2. Acanthacidiplosis
3. Acaroletes
4. Acericecis
5. Acerovesiculomyia
6. Acinacistyla
7. Acodiplosis
8. Acoenonia
9. Actilasioptera
10. Aculeatodiplosis
11. Acumyia
12. Adelgimyza
13. Adiplosis
14. Aequidiplosis
15. Afrodiplosis
16. Afrolasioptera
17. Alatostyla
18. Alexomyia
19. Allarete
20. Allaretella
21. Alliomyia
22. Allobremia
23. Allodiplosis
24. Alycaulus
25. Amedia
26. Amediella
27. Ameliomyia
28. Amerhapha
29. Ametrodiplosis
30. Ampelosucta
31. Anabremia
32. Anadiplosis
33. Anarete
34. Anaretella
35. Anasphondylia
36. Ancylodiplosis
37. Andirodiplosis
38. Androdiplosis
39. Androsacemyia
40. Angeiomyia
41. Anisepidosis
42. Anisodiplosis
43. Anisostephus
44. Anjeerodiplosis
45. Anocha
46. Anodontoceras
47. Antichiridium
48. Anulidiplosis
49. Apagodiplosis
50. Aphidoletes
51. Apiomyia
52. Aplecus
53. Aplonyx
54. Apoasphondylia
55. Apodiplosis
56. Aposchizomyia
57. Aprionus
58. Arceuthomyia
59. Arcivena
60. Arctepidosis
61. Arenaromyia
62. Aridofavilla
63. Arnoldiola
64. Arrabiadaeamyia
65. Artemisiobia
66. Artemisiomyia
67. Arthrocnodax
68. Aschistonyx
69. Asphondylia
70. Asphotrophia
71. Asphoxenomyia
72. Asteralobia
73. Asteromyia
74. Astictoneura
75. Astragalomyia
76. Astrodiplosis
77. Asycola
78. Asynapta
79. Athidiplosis
80. Atolasioptera
81. Atopodiplosis
82. Atraphaxiola
83. Atrichosema
84. Auritadiplosis
85. Austrodiplosis
86. Austrolauthia
87. Austrolopesia
88. Autodiplosis
89. Baccharomyia
90. Baeodiplosis
91. Baeonotus
92. Baldratia
93. Basicondyla
94. Bayeriola
95. Berberisomyia
96. Bicornidiplosis
97. Blaesodiplosis
98. Blastodiplosis
99. Blastomyia
100. Bojalodiplosis
101. Brachineura
102. Brachydiplosis
103. Brachylasioptera
104. Brachyneurina
105. Brassomyia
106. Braueriella
107. Bremia
108. Bremiola
109. Brittenia
110. Bruggmannia
111. Bruggmanniella
112. Bryocrypta
113. Bryomyia
114. Buhriella
115. Buhromyiella
116. Bulbepidosis
117. Bungomyia
118. Burseramyia
119. Cacoplecus
120. Calamomyia
121. Calliperodiplosis
122. Callitridiplosis
123. Calodiplosis
124. Calopedila
125. Calospatha
126. Calyptradiplosis
127. Camptodiplosis
128. Camptomyia
129. Camptoneuromyia
130. Campylomyza
131. Carinatidiplosis
132. Cartodiplosis
133. Caryadiplosis
134. Caryomyia
135. Cassidoides
136. Catarete
137. Catocha
138. Catotricha
139. Cecidomyia
140. Cecidomyza
141. Cedrocrypta
142. Celticecis
143. Centrodiplosis
144. Chaetodiplosis
145. Chamaediplosis
146. Chanchudiplosis
147. Charidiplosis
148. Chauliodontomyia
149. Chelobremia
150. Chilophaga
151. Chrybaneura
152. Chrysodiplosis
153. Claspettomyia
154. Cleitodiplosis
155. Clinodiplosis
156. Clinophaena
157. Clinorhytis
158. Clusiamyia
159. Coccidomyia
160. Coccodiplosis
161. Coccomyza
162. Coccopsis
163. Coelodiplosis
164. Collula
165. Colomyia
166. Colpodia
167. Compositola
168. Compsodiplosis
169. Conarete
170. Coniophora
171. Conodiplosis
172. Contarinia
173. Contarinomyia
174. Copinolasioptera
175. Coquillettomyia
176. Cordiamyia
177. Cordylodiplosis
178. Cordylomyia
179. Corinthomyia
180. Couridiplosis
181. Craneiobia
182. Cretohaplusia
183. Cryptoneurus
184. Cryptoxylomyia
185. Ctenodactylomyia
186. Ctenodiplosis
187. Cystiphora
188. Cystodiplosis
189. Dactylodiplosis
190. Daedalidiplosis
191. Dallaiella
192. Daphnephila
193. Dasineura
194. Dasyneuriola
195. Delodiplosis
196. Dendrepidosis
197. Dentepidosis
198. Dentifibula
199. Desertepidosis
200. Desertomyia
201. Desertovelum
202. Diadiplosis
203. Dialeria
204. Diallactia
205. Dicerura
206. Dichaetia
207. Dichodiplosis
208. Dicrodiplosis
209. Dictyomyia
210. Didactylomyia
211. Didymomyia
212. Dimocarpomyia
213. Diodaulus
214. Diplecus
215. Diplodontomyia
216. Diplosiola
217. Dirhiza
218. Dissimilidiplosis
219. Dolerepidosis
220. Domolasioptera
221. Dracunculomyia
222. Drisina
223. Dryomyia
224. Echinella
225. Edestochilus
226. Edestosperma
227. Effusomyia
228. Eleniella
229. Eltxo
230. Emarginatodiplosis
231. Enallodiplosis
232. Endaphis
233. Endopsylla
234. Eocincticornia
235. Eohormomyia
236. Ephedromyia
237. Epicalamus
238. Epicola
239. Epidiplosis
240. Epihormomyia
241. Epilasioptera
242. Epimyia
243. Epimyiella
244. Etsuhoa
245. Eucalyptodiplosis
246. Eucatocha
247. Eudokimyia
248. Eugeniamyia
249. Eumerosema
250. Euphorbomyia
251. Excrescentia
252. Exiguidiplosis
253. Exopsyllomyia
254. Fabomyia
255. Falciformidiplosis
256. Faristodiplosis
257. Farquharsonia
258. Feltiella
259. Feltomyina
260. Ferovisenda
261. Ficiomyia
262. Filidiplosis
263. Fimbriatodiplosis
264. Fissuratidiplosis
265. Forbesomyia
266. Foveoladiplosis
267. Frauenfeldiella
268. Frirenia
269. Furcepidosis
270. Gagnea
271. Galatellomyia
272. Galeidiplosis
273. Garugadiplosis
274. Geisenheyneria
275. Geocrypta
276. Geodiplosis
277. Geomyia
278. Gephyraulus
279. Geraldesia
280. Geraniomyia
281. Geromyia
282. Giardomyia
283. Gigantodiplosis
284. Giraudiella
285. Glenodiplosis
286. Gliaspilota
287. Glomerulidiplosis
288. Gnesiodiplosis
289. Gobidiplosis
290. Gongrodiplosis
291. Gongromastix
292. Gonioclema
293. Grisepidosis
294. Groveriella
295. Guareamyia
296. Guarephila
297. Guignonia
298. Gybbosidiplosis
299. Gynandrobremia
300. Gynapteromyia
301. Gynodiplosis
302. Hadrobremia
303. Halimodendromyia
304. Hallomyia
305. Halocnemomyia
306. Halodiplosis
307. Halteromyia
308. Haplodiplosis
309. Haplopalpus
310. Haplusia
311. Harmandiola
312. Harpomyia
313. Harrisomyia
314. Hartigiola
315. Hasegawaia
316. Heliodiplosis
317. Hemiasphondylia
318. Henria
319. Herbomyia
320. Heterasphondylia
321. Heterobremia
322. Heterocontarinia
323. Heterogenella
324. Heteropeza
325. Heteropezina
326. Heteropezula
327. Heterostylidiplosis
328. Hilversidia
329. Holobremia
330. Holodiplosis
331. Holoneurus
332. Homobremia
333. Horidiplosis
334. Houardiella
335. Houardodiplosis
336. Huradiplosis
337. Hybolasioptera
338. Hygrodiplosis
339. Hyperdiplosis
340. Hypodiplosis
341. Hypoprodiplosis
342. Ilidiplosis
343. Illiciomyia
344. Inclinatidiplosis
345. Incolasioptera
346. Insulestremia
347. Inulomyia
348. Ipomyia
349. Isocolpodia
350. Isogynandromyia
351. Isolasioptera
352. Iteomyia
353. Izeniola
354. Jaapiella
355. Jamalepidosis
356. Janetia
357. Janetiella
358. Jorgenseniella
359. Kalidiomyia
360. Kaltenbachiola
361. Kamptodiplosis
362. Karshomyia
363. Kiefferia
364. Kiefferiola
365. Kimadiplosis
366. Kitella
367. Kochiomyia
368. Kronodiplosis
369. Kronomyia
370. Labiatomyia
371. Lamellepidosis
372. Lamprodiplosis
373. Lanidiplosis
374. Lasiodiplosis
375. Lasioptera
376. Lasiopteryx
377. Lathyromyza
378. Lauthia
379. Ledomyia
380. Lepidiomyia
381. Lepidobremia
382. Lepidodiplosis
383. Leptosyna
384. Lestodiplosis
385. Lestremia
386. Lianodiplosis
387. Liebeliola
388. Liodiplosis
389. Litchiomyia
390. Lobolasioptera
391. Lobopedosis
392. Lobopteromyia
393. Loewiola
394. Lopesia
395. Lopesiella
396. Lophodiplosis
397. Luzonomyia
398. Lyciomyia
399. Lygocecis
400. Machaeriobia
401. Macrodiplosis
402. Macrolabis
403. Macroporpa
404. Mamaevia
405. Manilkaramyia
406. Marilasioptera
407. Masakimyia
408. Massalongia
409. Mayetiola
410. Mayteniella
411. Megaulus
412. Megommata
413. Meinertomyia
414. Mesodiplosis
415. Metasphondylia
416. Meterdiplosis
417. Meunieria
418. Meunieriella
419. Miastor
420. Micrasiodiplosis
421. Microdiplosis
422. Microlasioptera
423. Micromya
424. Microplecus
425. Micropteromyia
426. Mikaniadiplosis
427. Mikiola
428. Mikomya
429. Mirabilidiplosis
430. Misocosmus
431. Mitodiplosis
432. Moehniella
433. Mohwadiplosis
434. Monardia
435. Monarthropalpus
436. Monepidosis
437. Monilipennella
438. Monobremia
439. Monocolpodia
440. Monodiplosis
441. Montosidiplosis
442. Moreschiella
443. Musca
444. Mycetodiplosis
445. Mycocecis
446. Mycodiplosis
447. Mycophila
448. Myrciamyia
449. Myrciariamyia
450. Myricomyia
451. Nanodiplosis
452. Neobaeomyza
453. Neocatocha
454. Neocolpodia
455. Neodasyneuriola
456. Neoisodiplosis
457. Neolasioptera
458. Neolestremia
459. Neomikiella
460. Neomitranthella
461. Neomycodiplosis
462. Neoprotoplonyx
463. Neostenoptera
464. Neosynepidosis
465. Neotetraneuromyia
466. Neurepidosis
467. Neurolyga
468. Nikandria
469. Normanbyomyia
470. Novocalmonia
471. Obolodiplosis
472. Ochnephila
473. Octodiplosis
474. Odinadiplosis
475. Odontodiplosis
476. Ogdodiplosis
477. Okriomyia
478. Oligotrophus
479. Oligoxenomyia
480. Ollaediplosis
481. Olpodiplosis
482. Opinatodiplosis
483. Oribremia
484. Orseolia
485. Orthodiplosis
486. Ouradiplosis
487. Oxycephalomyia
488. Ozirhincus
489. Pachydiplosis
490. Pallidepidosis
491. Palmatodiplosis
492. Paracolpodia
493. Paradiplosis
494. Paragephyraulus
495. Parallelodiplosis
496. Paraschizomyia
497. Parasynapta
498. Paratetraneuromyia
499. Parazalepidota
500. Parepidosis
501. Parkiamyia
502. Parwinnertzia
503. Paulliniamyia
504. Pectinodiplosis
505. Perasphondylia
506. Pernettyella
507. Perodiplosis
508. Peromyia
509. Phegomyia
510. Philadelphella
511. Physemocecis
512. Pilodiplosis
513. Pinyonia
514. Pipaldiplosis
515. Piranea
516. Pisoniamyia
517. Pitydiplosis
518. Placochela
519. Planetella
520. Planodiplosis
521. Platydiplosis
522. Plecophorus
523. Plectrodiplosis
524. Plemeliella
525. Plesiolauthia
526. Plutodiplosis
527. Polyardis
528. Polygonomyia
529. Polystepha
530. Poridiplosis
531. Porricondyla
532. Potentillomyia
533. Primofavilla
534. Prionota
535. Proasphondylia
536. Probruggmanniella
537. Procontarinia
538. Procystiphora
539. Prodiplosis
540. Prolauthia
541. Promikiola
542. Prosepidosis
543. Protaplonyx
544. Proterodiplosis
545. Pruthidiplosis
546. Psadaria
547. Psectrosema
548. Pseudasphondylia
549. Pseudendaphis
550. Pseudepidosis
551. Pseudocamptomyia
552. Pseudokochiomyia
553. Pseudomikiola
554. Pseudomonardia
555. Pseudoperomyia
556. Pterepidosis
557. Pteridomyia
558. Pumilomyia
559. Punarnavomyia
560. Pupascleromyia
561. Putoniella
562. Quadridiplosis
563. Rabdophaga
564. Rabindrodiplosis
565. Radulella
566. Raodiplosis
567. Resseliella
568. Rhipidoxylomyia
569. Rhizomyia
570. Rhoasphondylia
571. Rhopalomyia
572. Riveraella
573. Rochadiplosis
574. Rondaniola
575. Rosomyia
576. Sackenomyia
577. Sagittidiplosis
578. Salvalasioptera
579. Samaradiplosis
580. Scheueria
581. Schistoneurus
582. Schizandrobia
583. Schizomyia
584. Schmidtiella
585. Schueziella
586. Sciasphondylia
587. Sclerepidosis
588. Scopodiplosis
589. Semudobia
590. Sensepidosis
591. Sequoiomyia
592. Seriphidomyia
593. Setodiplosis
594. Seychellepidosis
595. Shevchenkia
596. Sidorenkomyia
597. Silvestriola
598. Sissudiplosis
599. Sitodiplosis
600. Skuhraviana
601. Skusemyia
602. Smilasioptera
603. Solntsevia
604. Sophoromyia
605. Spartiomyia
606. Sphaeramyia
607. Sphaerodiplosis
608. Spiculatidiplosis
609. Spilodiplosis
610. Spiraeanthomyia
611. Spirodiplosis
612. Spirorhynchomyia
613. Spurgia
614. Stabiliola
615. Stackelbergiella
616. Stefaniella
617. Stefaniola
618. Stenodiplosis
619. Stenohypodiplosis
620. Stenospatha
621. Stephodiplosis
622. Stephomyia
623. Sterrhaulus
624. Stictobremia
625. Stomatocolpodia
626. Stomatosema
627. Streptodiplosis
628. Strobliella
629. Stroblophila
630. Styraxdiplosis
631. Sylvenomyia
632. Synepidosis
633. Syrenomyia
634. Tanaodiplosis
635. Taxodiomyia
636. Taxomyia
637. Tekomyia
638. Tenepidosis
639. Termitomastus
640. Tessaradiplosis
641. Tetradiplosis
642. Tetraneuromyia
643. Tetrasphondylia
644. Thaumacecidomyia
645. Thaumadiplosis
646. Thecodiplosis
647. Therodiplosis
648. Thorodiplosis
649. Thripsobremia
650. Thurauia
651. Tingidoletes
652. Tipula
653. Tokiwadiplosis
654. Tonsidiplosis
655. Toxophora
656. Transversalidiplosis
657. Tribremia
658. Tricampylomyza
659. Trichelospatha
660. Trichepidosis
661. Tricholaba
662. Trichoperrisia
663. Trichopteromyia
664. Tricontarinia
665. Trigonodiplosis
666. Trigonomyia
667. Trilobia
668. Trilobiella
669. Trilobomyia
670. Trilobophora
671. Triommata
672. Triommatomyia
673. Trisopsis
674. Trissodiplosis
675. Tritozyga
676. Trogodiplosis
677. Tropidiplosis
678. Trotteria
679. Tuguridiplosis
680. Ubinomyia
681. Uleella
682. Uleia
683. Uncinulella
684. Undadiplosis
685. Undoneura
686. Ustinepidosis
687. Vanchidiplosis
688. Vasiliola
689. Verbasciola
690. Vitisiella
691. Volsatiola
692. Wachtliella
693. Walshomyia
694. Wasmanniella
695. Winnertzia
696. Wyattella
697. Xenasphondylia
698. Xenhormomyia
699. Xenodiplosis
700. Xerephedromyia
701. Xipholasioptera
702. Xylodiplosis
703. Xyloperrisia
704. Xylopriona
705. Youngomyia
706. Yukawamyia
707. Zalepidota
708. Zatsepinomyia
709. Zeuxidiplosis
710. Zygiobia

## Vanjske poveznice
|  | Zajednički poslužitelj ima još gradiva o temi Cecidomyiidae |
|  | Wikivrste imaju podatke o taksonu Cecidomyiidae             |